# Erynnini
Erynnini este un trib care conține specii de fluturi din familia Hesperiidae. Conține aproximativ 30 de genuri.

## Genuri
| - Anastrus - Camptopleura - Chiomara - Corgythion - Cycloglypha - Ebrietas | - Ephyriades - Erynnis - Gesta - Grais - Helias - Mylon | - Potamanaxas - Sostrata - Speculum - Theagenes - Timochares - Tosta |